# Месопотамия (мандатная территория)
Месопотамия — мандатная территория класса «A», образованная согласно статье 22 Версальского договора после раздела Османской империи в соответствии с Севрским мирным договором 10 августа 1920 года. В соответствии с решением конференции в Сан-Ремо 25 апреля 1920 года, управление этой территорией было доверено Великобритании. В 1921 году англичане создали на подконтрольной территории Королевство Ирак, во главе которого встал Фейсал I. В 1932 году Ирак стал суверенным независимым государством и был принят в Лигу Наций.

## Предыстория
На момент окончания Первой мировой войны территория Ирака входила в состав Османской империи, и в административном плане состояла из трёх вилайетов — Мосульского, Багдадского и Басорского. В ходе войны англичане заняли Басорский и Багдадский вилайеты, а 8 ноября 1918 года, нарушив условия подписанного 30 октября Мудроского перемирия с Османской империей, заняли и Мосульский вилайет, присоединив его, фактически, к Ираку.
На оккупированных территориях вместо османской создавалась новая администрация: страна была разделена на округа во главе с «политическими офицерами», подчинявшимися главнокомандующему британскими войсками в Месопотамии. Старые османские законы были заменены на новые гражданский и уголовный кодексы, скопированные с англо-индийского законодательства. Средством платежа стала индийская рупия. Армия и полиция комплектовались из индийцев.
Разрушительные военные действия привели в негодность многие оросительные системы, что повлекло за собой сокращение посевных площадей (в некоторых местах — до 50 %). Резко упал сбор сельскохозяйственной продукции, разрушились традиционные торгово-экономические связи, к концу войны многие районы страны обезлюдели.
Оккупируя Месопотамию, англичане изымали у местного населения продовольствие и фураж, около 90 тысяч человек было мобилизовано в «трудовые корпуса», налоги в английской зоне оккупации выросли примерно в 2,5 раза. В результате антиосманские настроения всё активней сменялись антибританскими.
В сложившейся ситуации англичанам пришлось привлечь к управлению часть иракской феодальной и религиозной верхушки, лояльной к оккупационной администрации. В 1916 году были изданы «Положения о племенных, гражданских и уголовных конфликтах», предоставившие родо-племенной элите неограниченную судебную власть. В 1919 году был проведён кадастр, узаконивший экспроприацию общинных земель шейхами, торговцами, ростовщиками и бюрократией.
Политика английских оккупационных властей породила массовое стихийное движение, к которому постепенно примыкали представители интеллигенции, духовенства, средних и мелких феодалов. Весной 1918 года они возглавили восстание жителей городов Среднего Евфрата. В июне 1919 года группа иракских офицеров направила в Лондон меморандум, требуя немедленного создания национального правительства в Ираке.
Столичная интеллигенция, торговцы, владельцы предприятий, часть богословов и родо-племенной знати района Среднего Евфрата объединились в общество «Страж независимости» («Харас аль-истикляль»). Это общество выступало за предоставление Ираку полной независимости. Его лидеры Джафар Абу ат-Тимман, Мухаммед ас-Садр, Юсуф ас-Сувейди и др. поначалу видели путь к этому в переговорах с англичанами, однако, убедившись в бесперспективности избранного курса, перешли к вооружённой борьбе против английской оккупации.
Общество «Иракский завет» («Аль-Ахд аль-иракий»), возглавлявшееся Нури Саидом, Джафаром аль-Аскари, Джамилем аль-Мидфаи и, позднее, эмиром Фейсалом аль-Хашими, выдвигало идею установления в Ираке монархического режима под протекторатом Великобритании.

### Курдский вопрос
Чтобы включить Мосульский вилайет в состав Ирака, англичане старались привлечь на свою сторону вождей курдских племён. В ноябре 1918 года они сделали правителем провинции Сулеймания члена влиятельной религиозной семьи Махмуда Барзанджи. Однако вскоре шейх Махмуд понял, что «самоуправление курдов» — это фикция, а на самом деле всем правят британские офицеры. Весной 1919 года он поднял восстание против британских оккупационных властей. Повстанцы заняли Сулейманию, арестовали английскую администрацию и провозгласили независимость Южного Курдистана. Направленные властями войска отбили Сулейманию и арестовали Махмуда Барзанджи.

## Первый год
Решение Конференции в Сан-Ремо о передаче Месопотамии под управление Великобритании вызвало в Ираке взрыв возмущения. В мае и июне 1920 года в Багдаде и других городах и районах страны проходили митинги и демонстрации, переросшие в июле во всеобщее антианглийское восстание, в котором приняло участие более 130 тысяч человек. Здесь впервые за всю историю Ирака произошло взаимодействие суннитов и шиитов. Английские войска были вытеснены практически со всей территории Ирака; под их контролем остались только города Багдад, Басра и Мосул. Однако британское командование довело армию в Ираке до 150 тысяч человек, и к середине ноября 1920 года разгромило основные силы восставших.
1 октября 1920 года гражданскую администрацию на территории Месопотамии возглавили верховный комиссар сэр Перси Кокс и его заместитель полковник Арнольд Вильсон. Сэр Кокс был опытным колониальным чиновником. Он вступил в переговоры с представителями организации «Иракский завет» и достиг с ними соглашения о создании временного национального правительства. Сформированное в октябре 1920 года правительство полностью поддержало английскую политику в Ираке и оказало ему помощь в «умиротворении страны».
Восстание 1920 года заставило английскую администрацию сменить прямое управление на косвенное, и искать такую форму государственного устройства Ирака, которая придала бы колониальному по сути английскому мандатному режиму видимость двустороннего сотрудничества. В октябре 1920 года под контролем английского верховного комиссара в Ираке был создан временный орган управления — Государственный совет. Во главе совета был поставлен Абд ар-Рахмал аль-Гайлани. Из компетенции совета были изъяты все внешнеполитические и военные вопросы, за исключением комплектования армии.
В январе 1921 года началось формирование частей национальной армии Ирака, значительную часть которых составили ассирийцы: им, как и курдам, была обещана автономия в рамках иракского государства. В начале 1921 года английские власти отменили смертные приговоры всем участникам восстания 1920 года и объявили всеобщую амнистию.

## Образование иракского королевства
В марте 1921 года на Каирской конференции английских верховных комиссаров на Ближнем Востоке было решено провозгласить Ирак подмандатным королевством. 11 июля 1921 года Государственный совет провозгласил сына шерифа Мекки Хусейна — эмира Фейсала — королём Ирака.
Приход к власти чуждого короля не принёс успокоения стране. Мандат не устраивал и самих англичан, так как предусматривал «открытость» Ирака для других держав, что ущемляло привилегии Великобритании в торгово-экономической области. В этих условиях англичане были крайне заинтересованы в оформлении своих отношений с Ираком двусторонним договором. Текст такого договора был составлен верховным комиссаром сэром Перси Коксом. Его главной целью было прикрытие мандатного режима видимостью «союзных» отношений: хотя в тексте договора не было слова «мандат», в нём были полностью повторены все его условия, Ирак оставался под полным британским контролем в вопросах обороны, внешней и внутренней политики. 10 октября 1922 года договор был подписан главой временного правительства Абд ар-Рахманом аль-Гайлани. Протесты против этой акции правительства приняли столь широкий размах, что уже 23 октября аль-Гайлани был вынужден уйти в отставку.
В начале 1924 года с большим трудом, в обстановке широкого бойкота были проведены выборы в Учредительное собрание. 10 июня 1924 года на экстренно созванном заседании, где присутствовало 69 депутатов из 100, англо-иракский «союзный» договор был ратифицирован 36 голосами с двумя поправками. Правительство должно было немедленно начать переговоры о пересмотре условий договора, заключённого на четыре года вместо предусматривавшихся первоначально 20 лет; договор автоматически терял силу в том случае, если в состав государства не будет включён Мосульский вилайет. Вслед за договором Учредительное собрание утвердило конституцию, юридически закрепившую исключительные права Великобритании в Ираке и привилегии феодально-монархической элиты.

## Завершение строительства иракского государства
В 1923—1926 годах между Великобританией и Турецкой республикой шла острая дипломатическая и политическая борьба из-за Мосула. 5 июня 1926 года был подписан англо-турецкий договор, по которому Мосульский вилайет был оставлен за Ираком.
Франция и США претендовали на участие в добыче мосульской нефти. В 1926 году Англии удалось урегулировать конфликт, выделив этим странам соответствующие доли акций в компании «Теркиш Петролеум».
Присоединение Мосула к Ираку было с большим удовлетворением встречено иракскими националистами. Англичане без труда получили согласие иракского правительства на продление договора 1922 года. Второй англо-иракский договор, повторивший все статьи предыдущего, был подписан 13 января 1926 года сроком на 25 лет.

## Завершение мандата
В сентябре 1929 года Великобритания заявила о своей готовности рекомендовать Королевство Ирак для вступления в Лигу Наций. Дабы закрепить политические и военно-стратегические интересы Великобритании в Ираке, 30 июня 1930 года был подписан англо-иракский союзный договор сроком на 25 лет. Он предусматривал автоматическое прекращение действия мандата с момента принятия Ирака в Лигу наций и провозглашение страны суверенным независимым государством. Также этот договор давал Великобритании право иметь в Ираке военно-воздушные базы, вводить свои войска в случае угрозы войны, пользоваться всеми необходимыми средствами для передвижения войск. Из иностранных военных и гражданских советников, и технического персонала иракское правительство имело возможность принимать на службу только британцев.
3 октября 1932 года Ирак стал членом Лиги Наций, что прекратило действие британского мандата в Месопотамии.